# Атеней (русский журнал, 1828—1830)
Атене́й — двухнедельный литературно-критический журнал («журнал наук, искусств и изящной словесности»), основан и издавался в Москве в 1828—1830 годах профессором Михаилом Григорьевичем Павловым. С года основания одним из редакторов этого русскоязычного периодического печатного издания являлся российский статистик и педагог Василий Петрович Андросов.
Журнал выходил книжками объёмом около 6 печатных листов (стоил 35 рублей ассигнациями). В журнале помечались статьи по словесности, наукам, критике, и весьма основательно вёлся отдел библиографии. В виде приложения под заглавием «Записки для сельских хозяев, заводчиков и фабрикантов» в журнале помещались обширные статьи по сельскому хозяйству и мануфактурной промышленности, в которых содержались практически полезные сведения. В качестве иллюстраций к журналу часто прилагались пояснительные чертежи и рисунки.
Издатель журнала, профессор Московского университета Павлов известен как шелленгианец. Журнал по направлению примыкал к «Вестнику Европы» Каченовского — критиковал романтизм.
«Атеней» приобрел печальную известность своими нападками на А. С. Пушкина. Так, разбирая 4 и 5 главы «Евгения Онегина», М. А. Дмитриев приходит к выводу: «Нет характеров, нет и действия». С той же суровостью оценивает критик и «Графа Нулина» и поэму Баратынского «Бал» (1829, № 1). С позиций классицизма «Атеней» полемизирует с журналами, отстаивающими романтизм как основное течение новейшей литературы. Однако под влиянием читателей издатель был вынужден несколько изменить тон и направление критического отдела. Уже в статье Максимовича «Поэма Пушкина „Полтава“ в историческом отношении» (1829, ч. 2) сделана попытка примирить классицизм с романтизмом.
С 1829 года выпускалось приложение «Записки для сельских хозяев, заводчиков и фабрикантов», где помещались обширные статьи по сельскому хозяйству и промышленности, заключавшие в себе немало сведений и практических советов с пояснительными чертежами и рисунками.

## Авторы журнала
На страницах журнала печатались многие писатели, поэты и учёные:
- В. П. Андросов (отдел статистики)
- А. А. Башилов
- А. И. Герцен
- М. А. Дмитриев
- М. Н. Загоскин
- А. И. Писарев (отдел театра)
- С. Е. Раич
- М. П. Розберг
- И. М. Снегирев
- Н. В. Станкевич
- Ф. И. Тютчев
- Князь А. А. Шаховской (драматург).
- А. М. Полторацкий